# Spyker V.1

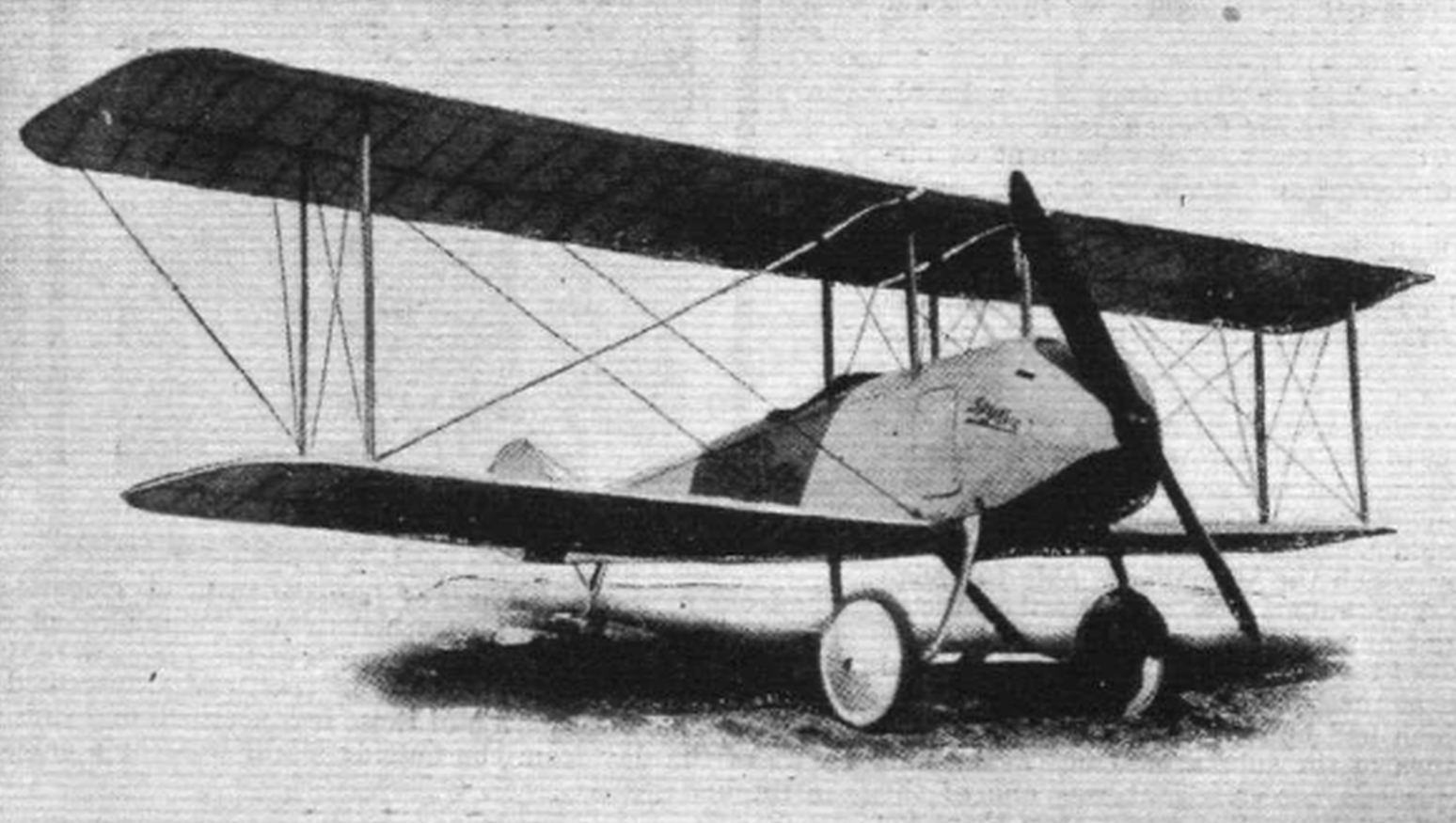
Spyker V.1 (1918)

De Spyker V.1, ook wel aangeduid als Spyker-Trompenburg V.1, was een Nederlands eenzitter dubbeldekker jachtvliegtuig. Het toestel werd  speciaal ontworpen en gebouwd voor het Ministerie van Oorlog. De eerste vlucht vond plaats op 31 maart 1917. Er is door vliegtuigfabrikant Spyker maar 1 exemplaar van gebouwd.

## Ontwerp en historie
Teneinde Nederland tijdens de Eerste Wereldoorlog minder afhankelijk te maken van de buitenlandse vliegtuigindustrie verzocht het Ministerie van Oorlog in 1916 de firma Spyker om een eigen jachtvliegtuig te ontwikkelen. De Spyker V.1 was een ontwerp van de Fransman Vannehard met rechte doekbespannen vleugels zonder pijl- of  V-stelling. De vierkante romp had aan de voorkant een half overkapte Thulin rotatiemotor van 80 pk. Het zicht van de vlieger naar boven was beperkt en later werd uit de bovenste vleugel een halve cirkel uitgesneden. 
De V.1 bleek echter niet te voldoen aan de eisen. Het vliegtuig vertoonde nogal wat gebreken. Ook na een aantal wijzigingen had de eerste Spyker weinig succes: de motor bleek te zwak. Het bleef bij één exemplaar. Ondanks de zwakke motor slaagde testvlieger Floris Albert Van Heyst er toch in met de Spyker V.1 als eerste Nederlander een looping te maken. Het V.1 prototype werd in 1917 verkocht aan de Marine Luchtvaartdienst waar deze tot 1920 in dienst is gebleven.

## Specificaties
- Type: Spyker V.1
- Rol: jachtvliegtuig
- Bemanning: 1
- Lengte: 7,50 m
- Spanwijdte: 9,50 m
- Motor: 1 × Thulin rotatiemotor, 80 pk
- Propeller: Tweeblads
- Eerste vlucht: 31 maart 1917
- Uit dienst: 1920
- Aantal gebouwd: 1

Prestaties
- Maximumsnelheid: 138 km/h